# Stary Sułtan
Stary Sułtan (Der alte Sultan) – baśń braci Grimm opublikowana w ich zbiorze Baśni z 1812 roku (tom 1, nr 48).

## Treść
Pies o imieniu Sułtan służył wiernie swemu panu - rolnikowi ze wsi i jego żonie, ale kiedy się zestarzał, pan zdecydował się go zastrzelić. Żona pana wstawiła się za wiernym psem, ale mąż nie chciał jej słuchać i oświadczył, że jutro się go pozbędzie. Sułtan słyszał tę rozmowę i posmutniał. Kiedy spotkał swojego znajomego wilka opowiedział mu, że został mu tylko dzień życia. Wilk wpadł na pomysł jak uratować przyjaciela. 
Według jego planu wilk miał udawać, że porywa dziecko właścicieli Sułtana, na oczach rodziców, podczas ich pracy na polu. Sułtan miał puścić się za nim w pogoń, odebrać mu dziecko i odnieść rodzicom. Wilk liczył na to, że wdzięczni rodzice nie będą już chcieli pozbywać się psa, który ocalił ich dziecko. 
Plan został wykonany z sukcesem. Wdzięczny ojciec odzyskawszy dziecko, obiecał Sułtanowi, że póki będzie żył nie braknie mu jedzenia. Żonie kazał gotować staremu Sułtanowi zupy z chleba, żeby nie musiał gryźć. Dał mu też swoją poduszkę z łóżka, na legowisko. Sułtan nigdy jeszcze nie miał tak dobrze. 
Pewnego dnia wilk odwiedził go i oświadczył, że zamierza zabrać jedną owcę ze stada jego pana. Liczył na to, że Sułtan przymknie na to oko, ze względu na przysługę jaką mu oddał. Jednak Sułtan ostrzegł go, że bez względu na wszystko pozostanie wierny swojemu panu. Kiedy wilk, sądząc, że Sułtan żartuje, zakradł się go zagrody, Sułtan zaalarmował pana i wilk musiał uciekać. Poprzysiągł jednak psu zemstę. 
Następnego dnia Sułtana odwiedziła zaprzyjaźniona z wilkiem dzika świnia. W imieniu wilka wezwała psa na pojedynek, który miał się odbyć w lesie. Pies nie mogąc znaleźć innego wsparcia, wezwał na pomoc kalekiego kota, który kuśtykał na trzech nogach. Obaj udali się do lasu. Świnia i wilk widząc z daleka ogon kota wpadli w panikę sądząc, że to szabla i rzucili się do ucieczki. Świnia schowała się w krzakach, a wilk wlazł na drzewo. Kiedy pies z kotem doszli na miejsce nikogo nie zastali. Kot ujrzał w krzakach uszy świni, a sądząc, że to mysz, skoczył i mocno ugryzł. Świnia podniosła się z wielkim krzykiem, uciekła. Sułtan zobaczył wilka na drzewie. Ten zawstydził się swojego tchórzostwa i pogodził się z psem. 

## Ekranizacje
- Baśnie braci Grimm (Stary Sułtan – odcinek 19, seria 1) – japoński serial animowany (1987-1988)
- Baśnie Braci Grimm: Simsala Grimm (odcinek 30, seria 3) – niemiecki serial animowany z lat 1999-2000